# まほうつかいのパン
『まほうつかいのパン』は、林晴々による日本の漫画作品。『月刊 office YOU』（集英社）にて、2014年2月号から2015年7月号まで連載された。単行本は集英社クリエイティブのオフィスユーコミックスより全2巻。

## あらすじ
会社をリストラされた田中実が、退職したその日にたまたま道端で試食をしてたカツサンドを食べたことで、パン教室『うきたパン工房』と接点を持つこととなり、就職活動をしながら 『うきたパン工房』でアルバイトを始める。はじめは、パン作りはめんどくさいのでショートカットでどうにかならないかと効率重視な思考だったが、働いているうちに「誰かに愛情を込めてパンつくることで、自分が幸せになれる」ことに気づき、『うきたパン工房』で働く人々を接するうちに次第に考え方が変わってくる。そして、パン教室の先生 浮田良道 に恋心を抱くようになるが、彼には好きな人がいた。

## 登場人物

### 『うきたパン工房』のスタッフ
田中 実（たなか みのる）
本作品の主人公。女性。『うきたパン工房』のアルバイト。前職では事務を担当しており、仕事が早く優秀であったが、早期退職に手を上げてリストラされた。前の職場の浅野課長に恋心を抱いていたが、退職前にフラれた。
浮田 良道（うきた りょうどう）
『うきたパン工房』の社長で、パン教室の先生。料理研究家。著書に「うきうき手作りパン」などがある。昔から料理は得意であったが、父親からパンの作り方を学んだことは無い。
上間 礼之助（うえま あやのすけ）
『うきたパン工房』の従業員で、良道がパン教室を始めるキッカケを作った人物。。良道先生の貞操を狙っているが、彼女が複数いる。「愛にピンクも青もない」がモットー。お金持ちで、良道の父親にお金を貸していた。
びん子（びんこ）
『うきたパン工房』の従業員。趣味で描き始めた漫画『オレたちのキャラメリゼ』（略称：オレキャラ）が予想外のヒットをし、漫画家デビューする。

### その他
浅野（あさの）課長
田中実の元上司。田中が片思いをしていた相手。田中よりも年下の女の子と結婚する。
三好 真中（みよし まなか）
パン教室の生徒。男性。以前、「コンセンサスのマナカ」という名前で音楽活動をしており、鼻でハーモニカを吹く特技を持つ。デビュー曲はCD5万枚のヒット。今は浄水器の営業マンをしている。
KOUJI（こうじ）
陶芸作家。『うきたパン工房』で使用するお皿などを提供する。美人な女性で子持ち。作家名のKOUJIは、亡くなった旦那の名前から。
航太（こうた）
KOUJIさんの息子。10歳。
メリッサ
上間の彼女の1人。
浮田 一道（うきた いっとう）
浮田良道の父。『うきたパン工房』の前身であるパン屋『浮田堂』の元経営者。借金を抱えたまま急に蒸発したため、息子の良道が経営を引き継ぐことになる。後に山奥で『ちんぷい』というパン屋を始める。

## 書誌情報
- 林晴々 『まほうつかいのパン』 集英社クリエイティブ〈オフィスユーコミックス〉、全2巻
  1. 2015年5月25日発売 ISBN 978-4-420-15311-9 - （読切作品『ぼくたちの秘密基地』も収載）
  2. 2015年6月25日発売 ISBN 978-4-420-15313-3